# Кремер, Гидон Маркусович
Гидо́н Ма́ркусович Кре́мер (латыш. Gidons Krēmers, род. 27 февраля 1947, Рига) — советский, латвийский, позже немецкий скрипач и дирижёр, основатель камерного оркестра «Кремерата Балтика» (1997), автор нескольких книг. Лауреат Государственной премии Российской Федерации (1995).

## Биография
Родился 27 февраля 1947 года в Риге, в семье скрипачей. Отец — Маркус Филиппович Кремер (1898—1981), еврейского происхождения, узник Рижского гетто, переживший Холокост (его первая семья погибла); мать — Марианна Карловна Кремер (урождённая Брюкнер, 1922—2011), шведско-немецкого (по отцу) и еврейского (по матери) происхождения. Дед — Карл Густавович Брюкнер, скрипач, музыковед и музыкальный педагог (внук историка Александра Брикнера, племянник метеоролога Эдуарда Брикнера); из-за еврейского происхождения жены, Норы Эдит Фридберг (1890—1970), он был вынужден в 1935 году эмигрировать с женой, дочерью, а также сыном от первого брака из Германии в Эстонию и в начале Великой Отечественной войны дальше эвакуироваться в Алма-Ату. В 1945 году они поселились в Риге, где родители Гидона Кремера в том же году заключили брак.
В возрасте 4 лет Гидон начал учиться игре на скрипке у своего отца и деда. Обучался в Рижской музыкальной школе Эмиля Дарзиня (класс доцента В. А. Стурестепа), в 1969 году окончил Московскую консерваторию по классу скрипки (профессор — Давид Ойстрах). Выступает с 1965 года.
После окончания консерватории успешно участвовал в международных конкурсах: в 1969 году получил первую премию на международном конкурсе скрипачей имени Паганини в Генуе и вторую премию международного конкурса исполнителей в Монреале (совместно с Олегом Крысой), в следующем году стал победителем конкурса имени Чайковского среди скрипачей.
В 1980 году эмигрировал из СССР в ФРГ. В 1981 году учредил фестиваль камерной музыки в австрийском Локкенхаусе, был его бессменным руководителем до 2011 года. В 1997 основал камерный оркестр «Кремерата Балтика», в составе которого — молодые исполнители из Латвии, Литвы, Эстонии и Украины. С оркестром выступали аргентинская пианистка Марта Аргерих, израильский виолончелист Миша Майский, российский пианист Михаил Плетнёв, в рамках «Снежной симфонии» с оркестром сотрудничают Максим Кантор и Вячеслав Полунин, в рамках проекта «Полифония мира» оркестр сотрудничал с российским театральным режиссёром Камой Гинкасом.
Является организатором концерта «России с любовью», прошедшем 7 октября 2013 года в Берлине с участием дирижёра Даниэля Баренбойма, оркестра «Кремерата Балтика», пианистки Марты Аргерих и других известных артистов, в знак солидарности с жертвами насилия и нарушения прав человека в России. Долгое время играл на скрипках Страдивари и Гварнери, в последние годы — на инструменте Амати 1641 года выпуска.
В 2017 году дал со своим оркестром 108 концертов. В 2018 году создал новый проект на стыке искусств — «Один на один с фотографиями», это своеобразная «Прелюдия к ушедшему времени» с музыкой Мечислава Вайнберга, 100-летие которого отмечается в 2019 году, и работами литовского фотографа Антанаса Суткуса. Для премьеры был выбран концертный зал «Дзинтари» в Юрмале.

## Творчество
Исполняет сочинения как классических, так и современных композиторов; сотрудничал с такими композиторами, как Астор Пьяццолла, Филип Гласс, Альфред Шнитке, Георг Пелецис, Леонид Десятников, Александр Раскатов, Александр Вустин, Лера Авербах, Петерис Васкс, Арво Пярт, Виктория Полевая, Роберто Карневале, Джон Кулидж Адамс и Гия Канчели. Пропагандировал музыку Моисея Вайнберга.
Автор нескольких книг, в том числе: «Осколки детства», «Народный артист», «Обертоны», «Признание миражиста» (2013).

## Награды и признание
- 1967 — Конкурс имени королевы Елизаветы, Брюссель
- 1969 — Конкурс скрипачей имени Паганини, Генуя — первое место, Монреальский международный конкурс исполнителей — второе место
- 1970 — Международный конкурс имени П. И. Чайковского, Москва — первое место
- 1982 — премия Академии Киджи (первый обладатель)
- 1982 — премия Эрнста фон Сименса
- 1989 — премия Леони Соннинг
- 1991 — Командорский крест ордена «За заслуги перед Федеративной Республикой Германия» (Германия)
- 27 мая 1996 — Государственная премия Российской Федерации в области культуры и искусства 1995 года — за создание и исполнение на юбилейном музыкальном фестивале «Альфред Шнитке фестиваль» (1994 год, Москва) Третьей и Четвёртой симфоний, Концерта для альта с оркестром, Концерта N 2 для виолончели с оркестром, Кончерто гроссо № 5, трёх духовных хоров («Богородице Дево радуйся», «Иисусе Христе», «Отче наш»), кантаты «История доктора Иоганна Фауста»[6]
- 1995, 2004 — дважды лауреат высшей государственной награды Латвии в области музыки «Большая музыкальная награда».
- 1995 — премия имени Д. Д. Шостаковича
- 1997 — Премия Балтийской ассамблеи по искусству
- 17 марта 1997 — Офицер ордена Трёх звёзд (Латвия)[7]
- 2000 — Премия «Триумф»
- 1 июля 2000 — Командор ордена Великого князя Литовского Гядиминаса (Литва)[8]
- 2001 — премия Грэмми (за альбом After Mozart в номинации «Лучшее исполнение в составе небольшого ансамбля в жанре классической музыки», совместно с оркестром «Кремерата Балтика»), приз Международного музыкального совета (совместно с Уму Сангаре)[9]
- 2003 —  Великий офицер ордена «За заслуги перед культурой»[рум.] в категории B «Музыка» (Румыния)[10]
- 19 апреля 2004 — Командор ордена «За заслуги перед Итальянской Республикой» (Италия)[11]
- 2005 — премия «Либерти»[12]
- 2008 — премия Рольфа Шока
- 2009 — Международная премия «Балтийская звезда»[13]
- 23 декабря 2011 — Великий офицер ордена «За заслуги перед Итальянской Республикой» (Италия)[14]
- 31 мая 2012 — Орден Креста земли Марии 4 класса (Эстония)[15]
- 2016 — Императорская премия[16]
- 2016 — Орден «Pour le Mérite» (Германия)
- 2017 — Большой командорский крест ордена «За заслуги перед Федеративной Республикой Германия» (Германия)
- 2019 — Серебряная медаль «За заслуги в культуре Gloria Artis» (Польша)[17]

## Семья
Первая жена — скрипачка Татьяна Гринденко.
Вторая жена — пианистка Ксения Кнорре. Дочь Лика Кремер (род. 1977), актриса, телеведущая и журналист.
Третья жена — пианистка Елена Башкирова.
Четвертая жена — фотограф Александра Кремер-Хомасуридзе. Дочь Анжи-Анастасия Кремер (Gigi Kremer), род. в 1993 году во Франции.